# 高木作太
高木 作太（たかぎ さくた、1894年9月19日 - 1966年1月31日）は日本の実業家。

## 来歴
現在の熊本県玉名市に生まれる。熊本県立玉名中学校（1913年卒業）を経て、1917年に神戸高等商業学校（現・神戸大学）を卒業した。
1917年、三菱合資会社に入社して炭鉱部に所属し、翌年三菱鉱業が設立されると移籍した。1950年に社長に就任する。武甲セメントでも社長を務めた。
社外では日本石炭協会会長のほか、経済団体連合会や日本経営者団体連盟（いずれも日本経済団体連合会の前身）の理事などを歴任した。